# Yoftahe Negusse
Yoftahe Negusse est un écrivain éthiopien de la littérature amharique du début du XXe siècle. Ses registres sont la poésie et le théâtre dont les premières pièces sont écrites dans les années 1930. 